# 府城少女
- ご当地キャラ > 台湾 > 台南市 > 府城少女
- 同人 > 台湾 > 府城少女!力争上游

府城少女（ふじょうしょうじょ、フーチャンシャオニュ）は台湾台南市の公式萌えキャラクター群とそれを用いたプロジェクトの総称。
府城は古都台南の旧称であり、プロジェクト総体の正式名称は「府城少女！力争上游（ふじょうしょうじょ！りょくそうじょうゆう）」。複数の子プロジェクトが個別に存在し、ACG同人サークルや各種クリエイター陣による「台南市府城社区文創発展協会」（府城社創）が版権管理を含めて事業展開を統括している。また、「府城少女」は下記キャラクターの単独プロジェクトの通称でもある。

## 概要
2015年ごろから府城社創が地域社会や行政とタイアップし、台湾国内の漫画家やクリエイターの協力により台南市内の様々な観光地の広報プロジェクトを手がけている。
青年層が就業を求めて外部に流失し高齢化が顕著だった鹽水地区では、2015年11月の台南市新営区の新営文化中心で開催されたACGイベント「台湾アニカップ（台灣動畫盃）」を成功裏に終えた台南市政府文化局が主導し、地域振興の一環としてアニカップの活力をこの地にも波及させるべく、「來去鹽水住一晚」プロジェクトを始動させることにした。
同人サークルを含む民間のクリエイターを招き、地域振興の主題に（地元の）「食衣住行育楽」を盛り込んだ萌えキャラクターを使ってのプロジェクトとなった。文化局は、産官学連携でプロジェクトを発展させることが地元を去った青年層を呼び戻す契機となると考え、鹽水を選挙区とする市議員李退之からも賛同を得た。
2016年2月に区内の名所鹽水八角楼にて府城社創と李の共同で1人目のキャラクター「顔子月」が発表された。
5月には府城社創が正式な市公認の学術文化団体として発足。市内嘉南薬理大学に国内の同人サークル、アニメーター、イラストレーターらが集結して協会の第1回総会が開催された。
7月には2人目のキャラクターとなる「歳星」が誕生。
別のクリエイターが市から委託されて制作したこの年の「関子嶺温泉美食節」宣伝ポスターでは、背景画に魔法少女まどか☆マギカのものが流用されていることが台湾の業界筋から暴露され批判を浴びたが、府城社創がその後のリニューアル版で制作に協力し、顔子月・歳星・新キャラクターの3人を起用したものに差し替えられた。この3人目のキャラクターが「小満」であり、市全体の広報役として起用されるだけでなく、先の2人とユニットになった「府城少女」へと拡大していく。
同年末に駁二芸術特区（高雄市）で開催された萌え擬人化の創作展にコミカライズされたラミガール（ラミゴ・モンキーズのチアガール）や林黙娘（韋宗成作『冥戦録』の漫画キャラ）とともに各キャラが展示された。
府城少女2年目となる2017年秋の関子嶺温泉美食節では、前年にピンチヒッターを務めた3人に代わる形で関子嶺温泉単体でのキャラクターとして小楓と小泉の姉弟が新たに登場した。

### 台南市府城社区文創発展協会
鹽水地区再生プロジェクト全体の統括、受け皿となる組織として2016年に正式に発足。行政機関との折衝を担当し、理事長は同人サークル『征服世界的下午茶』を率いていた地元出身のイラストレーター『墨宇』陳信宇。
制作業務は陳信宇が自身で運営する法人『捷特文化行銷工作室』や参加している他のクリエイターが担う。

## 主な活動
台南市内各地の観光地やビジターセンターで配布されている紙媒体の無料ガイドや、各イベントのイメージキャラクターとして起用されているほか、市交通局による交通安全啓発の看板や動画にも起用されている。また、府城社創はFancy Frontier 開拓動漫祭などの国内外の同人即売会に参加し、イラスト集や各種グッズを販売している。同様に台湾で公的セクターとのタイアップによりメディアミックスを仕掛ける希萌創意などとの最大の違いは、中央省庁である文化部や地元の台南市政府文化局による補助金交付がなされるなど、古都台南という強みを最大限に活かすべく、行政からのバックアップが相対的に大きいことである。

### 台湾国外
- 2018年8月
  -  成都同人祭（中国語版）Comiday22（成都市[20]）
  -  Comic Market 94（東京都[21]）
- 2018年9月： 京都国際マンガ・アニメフェア（京まふ、京都市[22][2]）
- 2018年11月： SEIKAサブカルフェスタ（京都府精華町[23]）
- 2018年12月： 魔都同人祭（ビン東語版）ComicUp23（上海[24]）
- 2019年3月： 成都同人祭Comiday23（成都市[25]）
- 2019年8月： Comic Market 96（東京都[21]）
- 2019年9月： 京都国際マンガ・アニメフェア（京都市[26]）

## プロジェクトとキャラクター

### 顔子月
| 月津港のランタンフェスティバル |  | 鹽水武廟 |
| 月津港のランタンフェスティバル |  | 鹽水武廟 |

顔 子月（ヤン ズーユェ、顏子月、拼音: Yán zi yuè）は「鹽水の初音ミク」という触れ込みで誕生した塩水区（鹽水区）のプロジェクト「来去鹽水住一晩」のイメージキャラクター。塩水蜂炮が開催される旧正月に登場した。キャラクター設計は「搞仔A（OWN-GAU）」。
中国本土福建出身で明代の海賊顔思斉が当地を拠点としていたことから（設定上も顔思斉一族の末裔）、現在の塩水区では2大姓とされる「顔」、唐代の詩人杜牧による『娉娉裊裊十三餘，荳蔻梢頭二月初。』に由来し、13-14歳の女子を意味する「荳蔻梢頭(女子)」、清朝統治時代に『一府二鹿三艋舺四月津』と呼ばれるほど栄えた港町の塩水の古い地名「月津」を組み合わせて命名された。
身長160cm、体重不明、農暦5月13日（関帝の誕生日と同じ）生まれで血液型はO型。関帝の義女をモチーフとし、髪型はポニーテール。15歳の中学生だがボランティアガイドの実習生を務めている（市政府の腕章を着用）。
関帝に因むアクセサリーがトレードマーク。魔法少女属性であり、魔除けの石敢當に誤って触れてしまったことから霊感をもつようになり、変身すると青龍偃月刀を携え関羽を彷彿させる甲冑姿の女戦士となる。

### 歳星

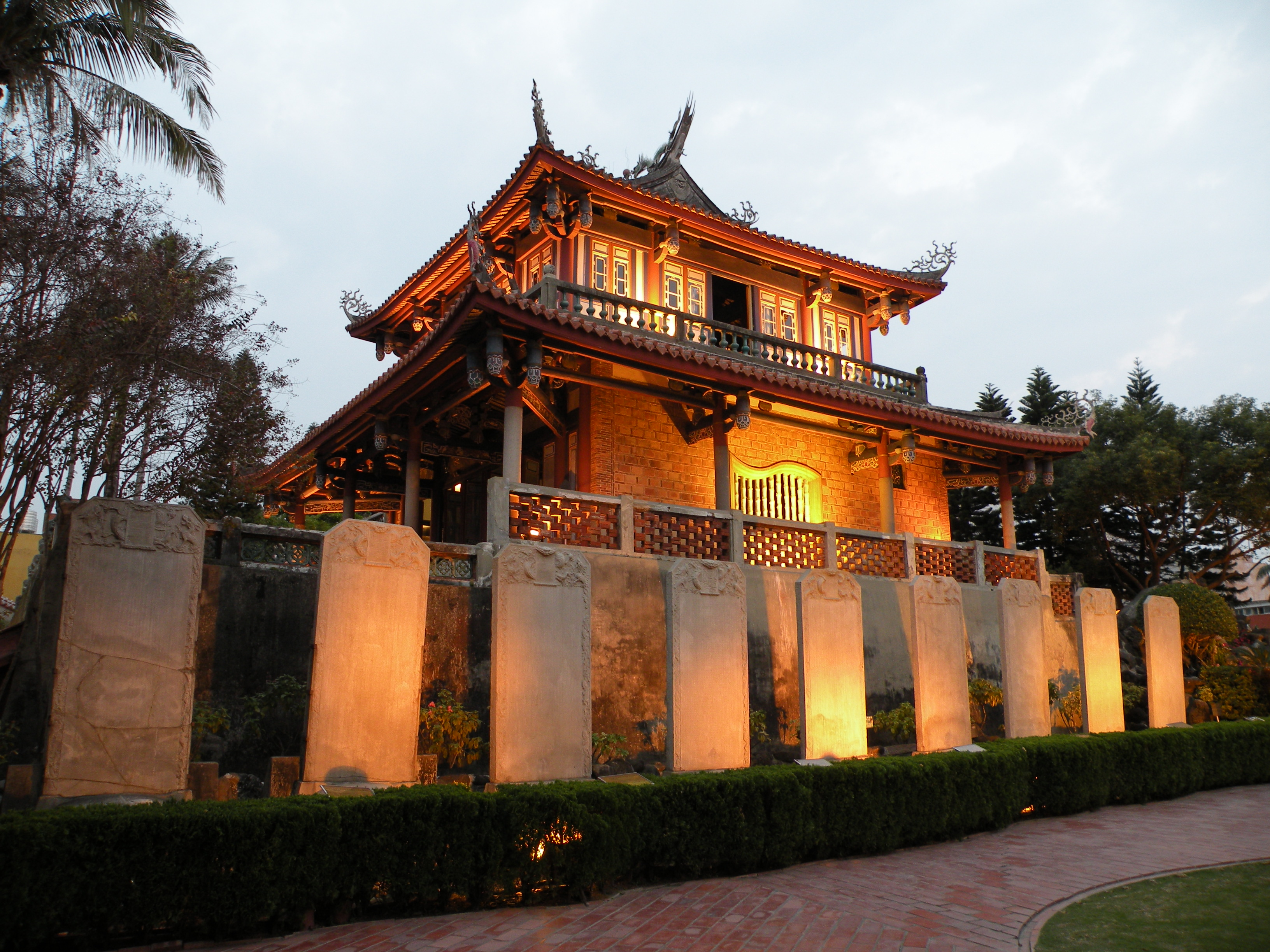
赤嵌楼

歳星（スイシン、歲星、拼音: Suì xīng）は中西区にある国定古蹟『赤嵌楼』のプロジェクト「太歳紀年東都明京」で誕生した擬人化キャラクター。五行思想による木星の別名と同名。キャラクター設計は「Origin-Zero」。
身長145cm、体重39kg、農暦7月19日生まれのしし座で血液型はO型。赤嵌楼に因む赤系の服装と、そこにある文晶閣で祀られている学問の神魁星爺に由来する魁星筆がトレードマーク。相棒役として赤崁楼内の石亀『贔屭』がいる。好物は甜食（スイーツ）と点心、嫌いなものは不味い食品全般。漢文と白話文を嗜むのが好き。台湾生まれのバーチャルYoutuber「フニー（虎妮）」と共演したこともある。

### 小満
小満（シャオマン、小滿、拼音: Xiǎo mǎn）は台南市の公式プロジェクト「小満的府城日誌」のイメージキャラクター。歳星が話題になったことから、市全体の観光イメージキャラクターとして市政府文化局や文化部のバックアップを受けて始動した。上述の通り、最初の登場は関子嶺温泉美食節。単独起用の際に「府城少女小満」などと表記されることが多いが、「府城少女」と銘打ってのメディアミックスでも他のキャラクターとの共演があるのは、既述の通り親プロジェクトの「府城少女！力争上游」によるものである。
キャラクター設計には地元出身で、日本でも活動している漫画家『VOFAN』が抜擢された。VOFAN曰く、市の鳥であるレンカク（中国語: 水雉）、市の花である胡蝶蘭、市内に多くみられる伝統的な家屋にある『窗花（花窓）』をキャラクター設計に取り入れている。相棒役として守護精霊『魯雉』（市鳥レンカクの化身）がいる。名前は二十四節気のひとつで旧暦4月の小満に由来。
身長158cm、体重52-55kg、5月21日生まれのふたご座で血液型はB型。市内某大学の台湾文学研究生。好きなものは民俗文学、嫌いなものはクレーマー。顔子月は従妹にあたる。休日にはボランティアガイドを務めている。
日本の京都市交通局による利用促進プロジェクト『地下鉄に乗るっ』の主要キャラクター太秦萌ともコラボレーションした。
2019年夏、台南市市政府観光旅遊局の公式ガイドアプリ「Lí hó Tainan 你好台南」（中日英韓4ヶ国語対応）や戦前の専売局台南出張所だった場所をリノベーションした台南文化創意園区動漫生活館でも起用された。

### 小楓・小泉

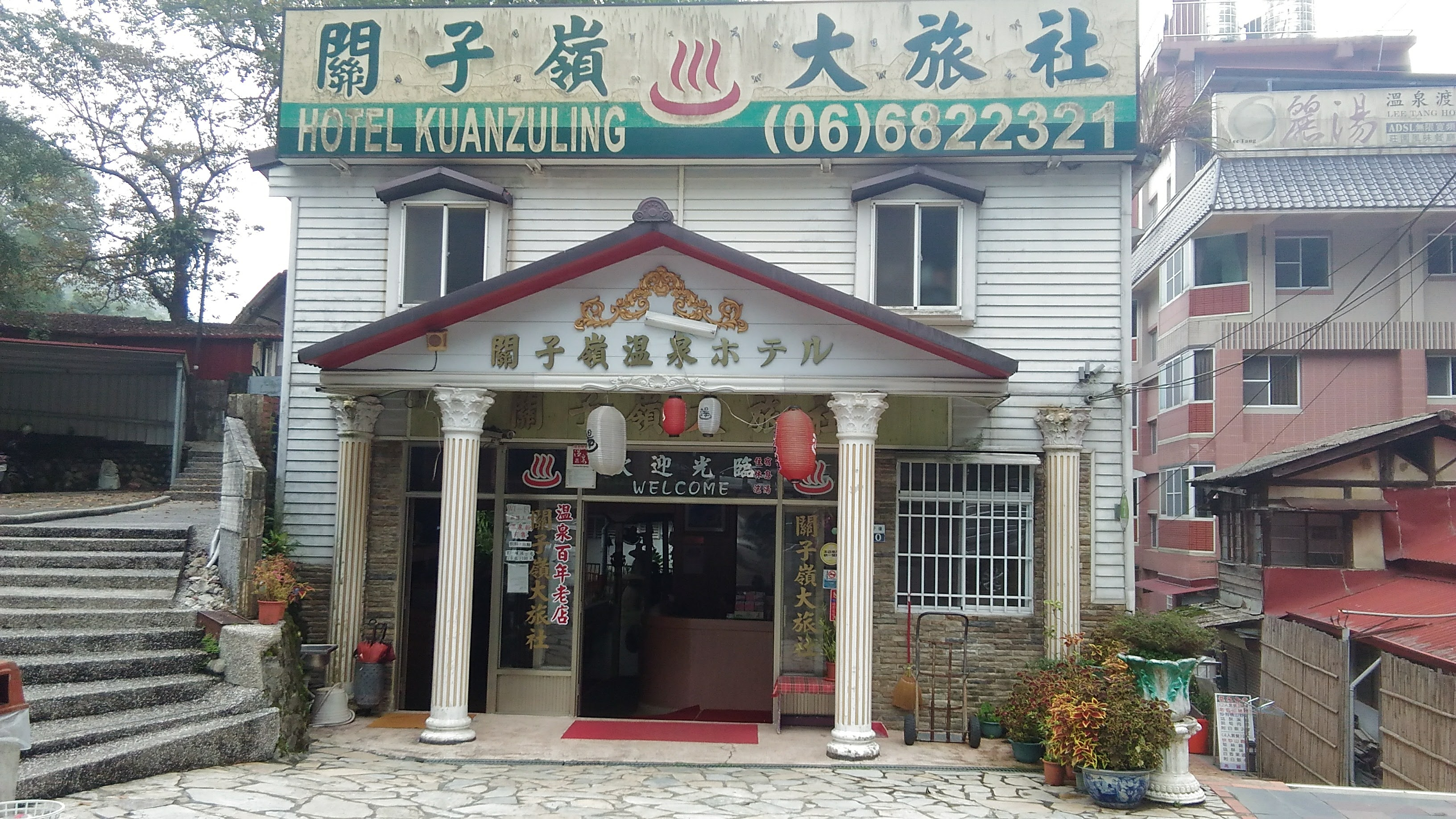
関子嶺温泉

小楓（シャオフォン、拼音: Xiǎo fēng）とその弟の小泉（シャオチュェン、拼音: Xiǎo quán）は日本統治時代に開発された白河区の名湯関子嶺温泉のイメージキャラクター。台南市政府観光旅遊局との合作で生み出された。ともに和装がトレードマーク。
2017年の美食節で正式に登場し、交通部観光局が主催した名湯選抜イベント「2017-2018台湾十大好湯」で関子嶺温泉が首位を獲得するなど、イメージアップに一役買っている。
2019年台湾ランタンフェスティバル（屏東県開催）では会場に2人の巨大ランタンも展示された。

## メディアミックス
ライトノベル
- 「小滿的府城日誌」（東立出版社、2017年8月、作： 青次方、画：希齊、イラスト：Shinia、EAN 4710945552972[54]）
- 「太歲紀年東都明京」（尖端出版、2017年10月、作：壹一、絵師：KAWORU/亜果/廃棄物少年、ISBN 9789571076737。特装版（EAN 4712966351275）は上記キャラクターソングも同梱）

ボードゲーム
- 「City Explorer Tainan（城市漫遊 台南）」（Moaideas Game Design/摩埃創意工作室、2018年[55][56][57]、城市漫遊 京都と同時発売。）

連載漫画
- 小滿的府城日誌（東立出版社「月刊龍少年（中国語版）」、作画：BIGUN（中国語版）、原作：捷特文化行銷工作室[58][59]）

ソーシャルゲーム
- クイズRPG 魔法使いと黒猫のウィズ台湾版（コロプラ[60]）